# ロンチリオーネ
ロンチリオーネ（伊: Ronciglione）は、イタリア共和国ラツィオ州ヴィテルボ県にある、人口約8,400人の基礎自治体（コムーネ）。

## 地理

### 位置・広がり
ヴィテルボ県南部のコムーネ。県都ヴィテルボから南南東へ17kmの距離にある。

#### 隣接コムーネ
隣接するコムーネは以下の通り。
- カプラーニカ
- カプラローラ
- ネーピ
- ストリ
- ヴェトラッラ
- ヴィテルボ

### 気候分類・地震分類
ロンチリオーネにおけるイタリアの気候分類 (it) および度日は、zona E, 2203 GGである。
また、イタリアの地震リスク階級 (it) では、zona 3A (sismicità bassa) に分類される。